# Eria ramosii
Eria ramosii är en orkidéart som beskrevs av Leav. Eria ramosii ingår i släktet Eria och familjen orkidéer.
Artens utbredningsområde är Filippinerna. Inga underarter finns listade i Catalogue of Life.